# Risultato ante oneri finanziari
In finanza il risultato ante oneri finanziari o anche reddito operativo aziendale è l'espressione del risultato aziendale prima delle imposte e degli oneri finanziari. È molto utilizzato anche l'acronimo inglese EBIT, che deriva dall'espressione Earnings Before Interest and Taxes. 

## Descrizione
L'EBIT esprime il reddito che l'azienda è in grado di generare prima della remunerazione del capitale, comprendendo con questo termine sia il capitale di terzi (indebitamento) sia il capitale proprio (patrimonio netto).
Nella formulazione degli indici di bilancio è utilizzato per ottenere il ROI (Return on investment, dato da EBIT / Capitale Investito Netto), espressione, appunto, della redditività dei capitali complessivamente investiti in azienda, a prescindere dalla loro provenienza.
L'EBIT viene spesso associato al margine operativo netto (o MON), ma non coincide concettualmente con esso: oltre alle componenti di reddito operative l'EBIT ricomprende infatti gli oneri e i proventi derivanti da gestioni accessorie (ad es. la gestione di immobili a uso civile per un'azienda manifatturiera), nonché i proventi finanziari derivanti dalla cosiddetta gestione finanziaria attiva.
Il calcolo dell'EBIT può essere sintetizzato nella seguente formula:
dove:
MON = margine operativo netto
PGA = proventi delle gestioni accessorie
OGA = oneri delle gestioni accessorie
PFIN = proventi della gestione finanziaria attiva
In aziende che non hanno né gestioni accessorie né una gestione finanziaria attiva, l'EBIT coincide con il risultato operativo o reddito operativo o margine operativo netto (MON).
La collocazione dell'EBIT nel conto economico riclassificato secondo il modello a "valore della produzione e valore aggiunto" può essere rappresentata come segue:
| Conto Economico a Valore Aggiunto        | euro |
| ---------------------------------------- | ---- |
| Valore della produzione                  | 100  |
| - Costi esterni                          | 40   |
| = Valore Aggiunto                        | 60   |
| - Costo del personale                    | 30   |
| = Margine Operativo Lordo MOL = EBITDA   | 30   |
| - Ammortamenti e accantonamenti          | 10   |
| = Margine Operativo Netto (MON)          | 20   |
| + Proventi gestione accessoria           | 7    |
| - Oneri gestione accessoria              | 5    |
| + Proventi finanziari                    | 8    |
| = Risultato ante oneri finanziari (EBIT) | 30   |
| - Oneri finanziari                       | 10   |
| = Risultato Ordinario                    | 20   |
| + Proventi straordinari                  | 3    |
| - Oneri straordinari                     | 5    |
| = Risultato Ante-imposte (EBT)           | 18   |
| - Imposte dell'esercizio                 | 8    |
| = Risultato netto                        | 10   |